# Joachim III de Constantinople
Pour les articles homonymes, voir Joachim.
Joachim III de Constantinople (en grec moderne Ιωακείμ Γ'), né le 18 janvier 1834 et mort le 13 novembre 1912, fut l'un des plus importants patriarches de Constantinople. Il est connu sous l’appellation de Joachim le Grand, ou Joachim le Magnifique, en raison de sa riche personnalité et des nombreuses actions qu'il a menées dans une période de bouleversements historiques cruciaux pour l'orthodoxie[réf. nécessaire], qui virent la fin des empires et l'apparition des États-nations. Il doit à ses éminentes qualités d'avoir été élu deux fois sur le trône œcuménique, la première fois du 16 octobre 1878 au 11 avril 1884, puis de nouveau, du 7 juin 1901 au 26 novembre 1912.

## Biographie

### L'enfance
L’enfant, prénommé Christos, fils de Démétrios et de Théodora Devetzis (en grec moderne, Δεβετζής), naît dans les faubourgs de Constantinople, à Vaféochorion, de nos jours Boğazkoÿ, d'une famille dont les ancêtres étaient sans doute originaires d'une région du Pont, anciennement Kérassonte. Très jeune, il montre de bonnes dispositions pour les études, et se met au service des officiants de l'église dont il devient le lecteur. En 1844-45, le chef de la communauté du village le prend sous sa protection et l'emmène étudier d'abord à Rhyssion (aujourd'hui Darıca), puis au Mont Athos, au Monastère du Pantocrator où ils séjournent ensemble plus d'un an. Là, le jeune Christos Devetzis (ou Dimitriadès) parfait son enseignement auprès d'un maître réputé nommé Pambos de Lesbos. Ils sont de retour à Constantinople au début de 1848.

### La carrière ecclésiastique
Attaché d'abord au service du Métropolite Grégoire, de Samos, il accompagne ensuite le Métropolite de Pogoniani à Bucarest au début de 1849. Après le décès du métropolite, il se met au service de son successeur, le Métropolite Nicandre, jusqu'en 1853-54. Dans cette ville, il apprend la langue valaque tout en suivant le cycle complet des cours dans un pensionnat. Il est ordonné diacre sous le nom de Joachim en août 1851 (ou peut-être 1852). Il se rend à Vienne en 1854 où il bénéficie de l'aide des riches Grecs établis dans cette ville. Durant quelques mois, il sert comme diacre dans l'église saint Georges, puis, à l'église de la sainte Trinité jusqu'en 1860, où il remplit aussi la fonction de catéchiste. Il approfondit ses études et apprend l'allemand.
Avec l'accession de Joachim II de Constantinople au rang de Patriarche œcuménique en 1860, il gagne Constantinople ; le 12 novembre 1860, il est nommé auxiliaire des diacres du patriarcat, et en mars 1863, vicaire général après avoir été ordonné prêtre par le patriarche lui-même. Avant même le retrait du patriarche Joachim II, qui cesse ses fonctions en juillet 1863, Joachim Devetzis est suspendu de sa charge de vicaire général le 9 juillet 1863, et demeure sans service pendant plus d'un an. Il approfondit ses études en théologie, qui sont validées par ses professeurs. À tout juste trente ans, le 10 décembre 1864, il est nommé métropolite de Varna (Bulgarie) et il est consacré archevêque par le patriarche Sophrone III. En avril 1873, il est invité à l'Assemblée nationale, et devient conseiller du collège du clergé enseignant. En tant que métropolite de Varna, il accorde une grande importance au problème de l’éducation.

### Encyclique de 1902
À la suite des félicitations reçues du monde orthodoxe pour son intronisation pour la seconde fois comme patriarche œcuménique de Constantinople, Joachim III rédige, en guise de réponse, une encyclique au sujet de l'unité des chrétiens et de son désir ardent d'union avec tous ceux qui partagent la foi dans le Christ, dans un document anticipant le mouvement œcuménique. S'il souligne la difficulté que constituent les positions doctrinales des différentes des églises occidentales sur la voie de l'espoir de l'unité retrouvée, ce désir d'unité marque fortement l’attitude des confessions orthodoxes dans le processus œcuménique. Pour surmonter la difficulté, il faut alors s'attacher à discerner ce qui relève de la « différence » (diaphora) d'ordre pratique, des « divisions » (diairesis) qui en sont une perversion.
Le deuxième patriarcat
Au cours de son 2e patriarcat il a complété et amélioré l'économie du Patriarcat, il a fondé un orphelinat  dans l'île de Büyükada, pour les filles d'abord et les garçons ensuite, il a promu l'École des langues et de commerce avec des étudiants aussi Turcs, la construction complète des hôpitaux de Valoukli, aidé principalement par les familles Zarifi, Mavrogordatos, Vallianou, Negreponti, Koroni, Siniosoglou et d'autres, de Grèce, Bulgarie, Roumanie, Russie et d'Egypte. Le 18 mars 1908 il a publié un  Tomos patriarcal et synodal, dans lequel les communautés grecques orthodoxes opérant en Europe, en Amérique et d'autres pays, ont été rattachées au patriarcat œcuménique de Constantinople[1]. Enfin, il a produit St. Myros deux fois, en 1903 et en 1912.
Le site web de la Grande Loge de Grèce le donne comme franc-maçon, membre de la loge Proodos (Progrès).